# Hansjörg Mattmüller
Hansjörg Mattmüller (* 21. Mai 1923 in Luzern; † 22. Dezember 2006 in Zürich) war ein Schweizer Kunstlehrer.

## Leben und Werk
Er studierte zunächst an der Kunstgewerbeschule Basel und danach in Paris. Seine künstlerischen Ambitionen wiesen schon bald in Richtung der ungegenständlichen Kunst. Ende der 1950er Jahre galt Mattmüller als einer der Protagonisten in der von Arnold Rüdlinger als «Signalkunst» bezeichneten Bewegung.
1959 berief Hans Fischli Mattmüller als Leiter des Vorkurses an die Kunstgewerbeschule Zürich KGSZ. Viele seiner Studenten wollten Künstler werden wie David Weiss, Urs Lüthi oder HR Giger. Aufgrund der vielversprechenden Ergebnisse wurde 1965 die Klasse F+F (für «Form und Farbe») unter der Leitung von Mattmüller und dem Kunsttheoretiker und Duchamp-Experten Serge Stauffer gegründet.
1970 wurde die Klasse durch deren Schüler und Lehrer aufgrund «von unannehmbaren Bedingungen» in der KGSZ aufgelöst.
Schon 1971 gründete er darauf zusammen mit Bendicht Fivian, Peter Gygax, Peter Jenny, Doris Stauffer und Serge Stauffer die private Kunstschule F+F Schule für experimentelle Gestaltung. Von 1971 bis 1978 leitete er die F+F gemeinsam mit Serge Stauffer und danach bis 2000 alleine als Rektor.
Von 1973 bis ca. 2005 lebte Mattmüller im Atelierhaus Wuhrstrasse in Zürich, wo er bis in die 1980er-Jahre auch das Sekretariat der F+F Schule führte.
Der Nachlass von Mattmüller befindet sich im Archiv der Zürcher Hochschule der Künste.

## Bekannte Schüler
- Peter Schweri (1939–2016), Schweizer Kunstmaler, Zeichner und Objektkünstler
- David Weiss (1946–2012), Schweizer Künstler, Teil von Fischli/Weiss

## Herausgeberschaften
- mit Gerhard Johann Lischka: Genie gibt’s. Die siebziger Jahre an der F&F Schule für experimentelle Gestaltung. Betzel, Frankfurt am Main 1981.
- mit Hans-Rudolf Lutz, Serge Stauffer: Experiment F+F 1965–70. Lutz, Zürich [1970].
- F+F Zürich. Das offene Kunststudium. Benteli, Bern 1991.